# Iridomyrmex notialis
Iridomyrmex notialis é uma espécie de formiga do gênero Iridomyrmex.